# Akiko Takeshita
Pour les articles homonymes, voir Takeshita.
Akiko Takeshita (竹下 明子, Takeshita Akiko), née à Tokyo le 6 juin 1959 , est une actrice japonaise.

## Biographie
Akiko Takeshita a été mariée avec le dramaturge Hideki Noda de 1986 à 1987. Elle est apparue dans quelques films, dont Lost in Translation de Sofia Coppola (sorti en 2003). Elle interrompt sa carrière en 2010.

## Filmographie
- 2003 : Lost in Translation de Sofia Coppola : Ms. Kawasaki
- 2007 : Lust, Caution (Se, jie)  : la femme du patron de la taverne japonaise
- 2009 : Samayoi zakura (TV)
- 2010 : Kôdo burû (série TV) :la femme d'Osamu